# Maciej Pisarek
Maciej Pisarek (ur. 8 listopada 1966, w Krakowie) – polski reżyser i scenarzysta filmowy.
Studiował polonistykę i filmoznawstwo na UJ oraz reżyserię w PWSFTviT i w Leeds.
Zdobywał doświadczenie pracując jako drugi reżyser. Na planie powstawały również dokumenty Mój film i, opowiadające o pierwszych doświadczeniach Mateusza Damięckiego, Przeżyć "Przedwiośnie".
Realizował wiele różnych form komercyjnych – np. teledysk Jeszcze jeden piękny dzień (Hymn Olimpijski) Rojka i Smolika; Obronę Jasnej Góry, fabularyzowany dokument z Danielem Olbrychskim; wyreżyserowaną przez niego reklamę NBC umieścił w programie "The Best Commercials You’ve Ever Seen".
Jesienią 2004 rozpoczął niezależną produkcję filmu fabularnego pt. Fale. Wyjazd (26 min.). Film, który w grudniu 2005 kupiła TVP, spotykał się z uznaniem ważnych festiwali – oficjalna selekcja m.in. Avignon, Sankt Petersburg, Slamdance (jedyny film z Polski w 2007).
W latach 2005–2007 pracował nad scenariuszem pt. Izolator, który miał być jego pełnometrażowym debiutem fabularnym. Reżyserem filmu jednak został operator Christopher Doyle. Pisarek, na znak protestu przeciwko zmianom w scenariuszu wprowadzonym w trakcie produkcji filmu, wypaczającym kształt i sens pierwotnego tekstu, wycofał nazwisko z napisów.

## Wybrana filmografia (reżyseria i scenariusz)
- 2008 – Solo (dok., 55 min.)
- 2006 – Fale. Wyjazd (fab., 26 min.)
- 2001 – Lubię dygresje. Rzecz o Wojciechu Marczewskim (dok., 40 min.)
- 2001 – Przeżyć "Przedwiośnie" (dok., 30 min.)
- 2000 – Mój film (dok., 30 min.)

## Ważniejsze nagrody
- 2009 – Grand Prix, Festival International du Film sur l’Art w Montrealu, za film Solo
- 2008 – Grand Prix, Music On Film Film On Music w Pradze, za film Solo
- 2007 – Nagroda Specjalna Jury (Special Jury Remi), WorldFest w Houston, za film Fale. Wyjazd.